# 英国皇家空军海岸司令部
英国皇家空军海岸司令部（英語：RAF Coastal Command）是英國皇家空軍（RAF）编队。海岸司令部成立于1936年，当时皇家空军重组成战斗机司令部、轰炸机司令部及海岸司令部，在第二次世界大战中发挥了重要作用。由于英國皇家海軍（RN）和英国皇家空军在海上航空力量的所有权，作用和投资等方面存在分歧，海上航空在战争期间一直遭到忽视。